# Juli 2003
Dit artikel geeft een chronologisch overzicht van alle belangrijke gebeurtenissen per dag in de maand juli van het jaar 2003.

## Gebeurtenissen

### 1 juli
- Europese Unie - Italië wordt voorzitter van de Europese Unie.

### 2 juli
- Nederland - De remigratieregeling, waarbij immigranten een Nederlandse uitkering kunnen behouden als ze naar hun eigen land terugkeren, zal worden afgeschaft, aldus plannen van minister Rita Verdonk.
- Europese Unie - De Italiaanse premier Silvio Berlusconi veroorzaakt een rel door bij zijn rede ter gelegenheid van het aantreden van Italië als voorzittersland van de Europese Unie van de Duitse Europarlementariër Martin Schulz te zeggen dat deze uitstekend geschikt zou zijn om in een film de rol van commandant in een concentratiekamp te spelen.
- Tsjechië - De Canadese stad Vancouver wordt gekozen als gaststad voor de Olympische Winterspelen 2010.
- Japan - Wetenschappers melden de ontdekking van een nieuwe type van subatomair deeltje, een pentaquark, dat uit vijf in plaats van twee of drie quarks bestaat.
- Europese Unie - De Europese Unie stelt regels op waaraan genetisch gemodificeerd voedsel in Europa verkocht mag worden.
- Westelijke Jordaanoever - Het Israëlische leger trekt zich terug uit Bethlehem, maar blijft om de stad heen gelegerd.

### 3 juli
- Een felle uitslaande brand legt vier bedrijfspanden aan het Damsterdiep in Groningen in de as. De Slaapstore, Sanders verfwinkel, Budget autoverhuur en De Lange verhuizingen, waar zo'n veertig opgeslagen inboedels verloren gaan. Ook enkele auto's branden uit.

### 6 juli
- Mexico - Bij congresverkiezingen verliest de centrumrechtse Nationale Actiepartij (PAN) van president Vicente Fox; de voorheen altijd heersende Institutioneel Revolutionaire Partij (PRI) en de linkse Partij van de Democratische Revolutie (PRD) winnen.
- Frankrijk - Bij een referendum op Corsica over een nieuwe bestuursstructuur op het eiland, stemt een krappe meerderheid tegen.
- Verenigd Koninkrijk - Het tennistoernooi van Wimbledon wordt bij de mannen gewonnen door Roger Federer. Dit is de eerste keer dat een Zwitser een grandslamtoernooi wint.

### 8 juli
- Singapore - De Iraanse Siamese tweeling Ladan en Laleh Bijani zijn overleden na een unieke poging hen te scheiden. Een team van doktoren in het Raffles Hospital is in een urenlange marathon-operatie bezig geweest de 29-jarige tweeling, die met het hoofd aan elkaar vast waren gegroeid maar wel ieder een eigen zenuwstelsel had, van elkaar te scheiden. Complicerende factor was hierbij dat een essentieel bloedvat dat bloed naar de hersenen voerde moest worden gedeeld. Beide vrouwen overleden enkele uren na elkaar aan de gevolgen van bloedverlies op de derde dag van de operatie.
- België - Liberalen en socialisten worden het eens over een regeerakkoord voor een tweede paars kabinet
- Noord-Korea - Noord-Korea meldt bezig te zijn met de bouw van zes atoomwapens.

### 9 juli
- Bangladesh - Nabij de stad Changpur kapseist een veerboot met meer dan 750 opvarenden. De meesten van hen komen om.
- Nederland - Fractievoorzitter Boris Dittrich van D66 stelt voor om niet aan de Joint Strike Fighter mee te doen en het begrotingstekort in 2007 te laten oplopen tot 0,7% in plaats van 0,5%, om te zorgen dat een financiële tegenvaller van 2.5 tot 3 miljard niet leidt tot bezuinigingen in onder meer onderwijs en milieu. De andere coaliteipartners CDA en VVD noemen de voorstellen 'onverstandig' en 'geen optie'.

### 10 juli
- Nederland - De eerste driehonderd van in totaal circa 1100 Nederlandse militairen vertrekken naar Irak om deel te nemen aan de internationale stabilisatiemacht Stabilisation Force Iraq (SFIR).
- Verenigde Staten - Astronomen vinden in een bolvormige sterrenhoop een planeet, ruim twee keer zo zwaar als Jupiter, van 13 miljard jaar oud, veel ouder dan alle tot dan toe gevonden planeten.
- Europese Unie - De ontwerp-grondwet van de Europese Unie wordt ondertekend.
- Begin van de vierde editie van Delfsail, met een internationale demonstratie van tallships.

### 11 juli
- Israël - Na vijf dagen detentie wordt de Noord-Ierse journalist Seán Ó Muireagáin vrijgelaten. Hij werd verdacht lid te zijn van de terroristische organisatie Real IRA, maar later bleek dat hier sprake was van een persoonsverwisseling tussen twee personen met dezelfde naam.

### 12 juli
- Mozambique - De Afrikaanse Unie besluit om een militaire interventiemacht in te stellen. Ook zal een veiligheidsraad naar voorbeeld van de VN Veiligheidsraad worden ingesteld.
- België - De regering-Verhofstadt II legt de eed af bij koning Albert II van België.

### 16 juli
- België - Bij een schermutseling met gevangenbewaarders komt in de gevangenis van Lantin een gedetineerde om het leven.
- Sao Tomé en Principe - Bij een militaire staatsgreep onder leiding van majoor Fernando Pereira wordt premier Maria das Neves gearresteerd.

### 17 juli
- Congo - De burgeroorlog in Congo wordt met de eedaflegging door de vicepresidenten van de overgangsregering officieel beëindigd; daadwerkelijk rustig is Oost-Congo echter nog niet.
- Sao Tomé en Principe - De plegers van de militaire staatsgreep van de voorgaande dag kondigen een overgangsregering en nieuwe verkiezingen aan.

### 18 juli
- Verenigd Koninkrijk - Voormalig wapeninspecteur David Kelly pleegt zelfmoord. Later blijkt dat hij de bron was van een bericht dat aantoonde dat Tony Blair valse informatie gaf over Iraakse massavernietigingswapens.
- Nederland - In hoger beroep wordt Volkert van der G. opnieuw tot 18 jaar cel veroordeeld wegens de moord op Pim Fortuyn.

### 19 juli
- Oostenrijk - Artsen doen de eerste tongtransplantatie bij een mens.

### 20 juli
- Verenigd Koninkrijk - Ben Curtis, slechts 396e geplaatst op de wereldranglijst, wint het open Britse golfkampioenschap. Hij is de eerste persoon die wint bij zijn eerste deelname aan een van de 'Majors'.

### 21 juli
- De Prijs voor de Democratie 2003 wordt toegekend aan de Lappersfortbosbezetters.

### 22 juli
- Spanje - 's Middags vinden twee bomaanslagen plaats in hotels in Alicante en Benidorm. De Baskische afscheidingsbeweging ETA had vlak van tevoren de aanslagen aangekondigd, waardoor de hotels tijdig ontruimd konden worden. In Benidorm raken vier politie-agenten gewond. In Alicante raken acht personen, die zich in een naburig pand bevinden, gewond.
- Irak - Oedai en Koesai, de zonen van Saddam Hoessein, worden gedood in een vuurgevecht met Amerikaanse soldaten die trachten hen te arresteren.

### 23 juli
- Verenigde Staten - Nadat een petitie de benodigde handtekeningen had gekregen, worden in Californië verkiezingen gehouden voor het al dan niet vervangen van gouverneur Gray Davis. De verkiezingsdatum wordt vastgesteld op 7 oktober.

### 24 juli
- Salomonseilanden - Een door Australië geleide internationale vredesmacht die de orde in het land moet herstellen, is op de Salomonseilanden aangekomen.

### 25 juli
- Nederland - Het Sneker skûtsje de Sneker Pan onder schipper Douwe Visser wint voor het tweede achtereenvolgende jaar het kampioenschap Skûtsjesilen. De laatste wedstrijd werd gewonnen door d'Halve Maen uit Drachten.

### 26 juli
- Japan - Het noorden van Japan wordt getroffen door een aardbeving.

### 28 juli
- Duitsland - De deelstaat Nedersaksen verklaart dat Duitsland een achtste Waddeneiland heeft. Van de zandbank de Kachelotplate blijft bij hoogwater voldoende droogstaan om als eiland te mogen gelden.

### 29 juli
- Frankrijk - Zware bosbranden, vermoedelijk aangestoken, teisteren het departement Var.

### 30 juli
- Mexico - De laatste  Volkswagen Kever wordt gebouwd.

### 31 juli
- Nederland - In het Joegoslavië-tribunaal wordt Milomir Stakić tot levenslange gevangenisstraf veroordeeld wegens etnische vervolging, moord, deportatie en uitroeiing in de streek rond Prijedor. Het is de eerste keer dat het tribunaal haar maximale straf oplegt.

## Overleden
← · januari · februari · maart · april · mei · juni · juli · augustus · september · oktober · november · december ·  →